# 안필준
안필준(安弼濬, 1932년 5월 5일 ~ 2009년 8월 26일)은 대한민국의 군인 출신 정치인, 사회기관단체인이다. 국군기무사령부 사령관과 제1야전군사령부 사령관이었고, 제6공화국 노태우 정부에서 대한석탄공사 사장과 보건사회부 장관을 지냈다. 충청북도 충주 출신.

## 학력
- 1948.03 ~ 1951.02 청주고등학교 졸업
- 1952 ~ 1956 육군사관학교 제12기

## 경력
- 1977년 육군본부 교육훈련처장
- 1981년 ~ 1982년 육군본부 인사참모부 인사운영감
- 1982년 ~ 1983년 육군본부 인사참모부 부장
- 1983년 국군 기무사령부 사령관
- 1984년 국군 보안사령부 사령관
- 1985년 ~ 1987년 제1야전군사령부 사령관
- 1987년 ~ 1988년 한국청소년연맹 총재
- 1987년 ~ 1988년 한국청소년단체협의회 중앙회 회장
- 1988년 ~ 1991년 대한석탄공사 사장
- 1991년 주택은행 이사장
- 1991년 5월 ~ 1993년 2월 제26대 보건사회부 장관
- 1994년 ~ 1998년 일본 도쿄대학 의학부 객원연구원
- 1998년 한석건강연구소 소장
- 2000년 전국노인복지단체협의회 회장
- 2002년 대한노인회 부회장
- 2003년 3월 30일 ~ 2009년 8월 26일 제13·14대 대한노인회 회장

## 저서
- 2000.01.01 55세부터 꿀맛 인생이어라 - 에디터
- 2005.12.22 올드보이의 합창 60세가 되니 - 살맛이 난다
- 2006 東醫易簡 - 초락당
- 2006.12.25 올드보이의 합창 - 노년시대신문사
- 2007 웃음보따리 사전 1 - 대한노인회
- 2007 웃음보따리 사전 2 - 대한노인회
- 2007 웃음보따리 사전 3 - 대한노인회

## 같이 보기
- 국군기무사령부
- 전두환
- 노태우
- 정호용